# Гуфа (единица измерения)
Гу́фа (нем. Hube, Hufe) — используемая в IX—XVIII веках на территории германских государств единица измерения площади крестьянских наделов. Предполагалось, что эта площадь пастбищных и пахотных земель должна обрабатываться одной семьёй и быть достаточной для её пропитания. Слово произошло во Франции в VIII веке (от лат. mansus) и примерно в 1200 г. трансформировалось в немецкую гуфу.

## Величина
Конкретное значение гуфы варьировалось в зависимости от ландшафта, климата, качества земли, правового статуса поселенцев и т.п. Гуфа служила в качестве официальной единицы измерения площади при расчётах земельных налогов и податей.
На западе гуфа составляла в среднем от 7,5 до 10 гектар. В Пруссии, где новые поселенцы заставали большей частью лесные массивы, использовалась кульмийская гуфа, а затем с 1721 г. олецковская гуфа.

## Примеры употребления
В северной Германии гуфа обозначала также крестьянский двор. Крестьянин, имевший свою гуфу, назывался «гуфнером» (нем. Hufner) и был полноправным членом деревенского общества и мог в рамках действующего в деревне права свободно заниматься своим хозяйством и претендовать на самоуправление.
От Рейна до Восточной Пруссии величина гуфы составляла от 15 до 160 местных «моргенов» (нем. Morgen — утро). Часто остаётся неизвестным размер моргена, поэтому определить точное значение величины весьма затруднительно. 
В южной Германии и Австрии гуфа обозначала большую крестьянскую усадьбу, хутор с достаточными агроплощадями, на которых крестьяне могли использовать лошадей вместо рабочих волов и имели определённую самостоятельность. 
В Баварии и Вюртемберге в XVII веке под «хуфой» понимался также отдельный двор, однако площадь земельного надела сильно варьировалась.